# Arnaud Pinxteren
Arnaud Pinxteren (Etterbeek, 10 maart 1977) is een Belgisch politicus voor Ecolo.

## Levensloop
Arnaud Pinxteren studeerde in 2001 af als licentiaat in de economische wetenschappen, optie publieke en sociale economie aan de UCL en werkte na een korte periode als onderzoeker in de publieke economie aan de UCL van 2002 tot 2004 als deskundige voor sociale inschakelingseconomie, sociale verkenning en duurzaam beleggen bij de POD Maatschappelijke Integratie. Nadien was Pinxteren van 2004 tot 2009 politiek adviseur op het kabinet van Brussels minister voor Leefmilieu, Energie en Waterbeleid Evelyne Huytebroeck. Tevens zetelde hij van 2004 tot 2010 in de raad van bestuur van de Haven van Brussel.
Hij werd politiek actief bij Ecolo. Van 2003 tot 2009 was hij politiek secretaris van de partijafdeling in Brussel en van 2005 tot 2007 was hij nationaal co-voorzitter van de Ecolo-jongerenafdeling. Ook was hij van 2013 tot 2018 co-voorzitter van de regionale Ecolo-federatie van het Brussels Gewest. Daarnaast ging hij militeren voor Amnesty International.
Van juni 2009 tot december 2018 zetelde Pinxteren in het Brussels Hoofdstedelijk Parlement, waar hij in de legislatuur 2009-2014 zetelde in de commissie Leefmilieu, Natuurbehoud, Waterbeleid en Energie en de commissie Economische Zaken, Werkgelegenheidsbeleid en Wetenschappelijk Onderzoek en van 2014 tot 2018 zitting had in de commissie Leefmilieu en Energie. Van juni tot juli 2014 was hij tevens korte tijd lid van het Parlement van de Franse Gemeenschap.
In oktober 2018 werd Pinxteren verkozen tot gemeenteraadslid van Brussel. Hij werd onmiddellijk schepen, bevoegd voor Kleine Kinderen, Burgerparticipatie en Stadsvernieuwing. Hij nam hierdoor ontslag als parlementslid. Pinxteren bleef schepen tot in december 2024 en raakte bij de gemeenteraadsverkiezingen van oktober 2024 niet meer herkozen. Tevens was hij van 2019 tot 2024 bestuurder bij het Brusselse intercommunale waterleidingsbedrijf Vivaqua.